# Vârful Scara, Munții Făgăraș
Scara este un vârf muntos situat în Masivul Făgăraș, care are altitudinea de 2.308 metri. 
În apropierea lui se află Refugiul Scara cu o capacitate de aproximativ 10 locuri. De aici se ramifică un traseu în vale, către Cabana Negoiu, până la care se fac aproximativ două ore.